# René Just Haüy
René Just Haüy, född 28 februari 1743 i Saint-Just-en-Chaussée i departementet Oise, död 1 juni 1822 i Paris, var en fransk mineralog och kristallograf. Han var bror till Valentin Haüy.
Haüy utnämndes 1764 till lärare vid Collège de Navarre och ingick i andliga ståndet, men bedrev även naturvetenskapliga studier och inriktade sig efterhand helt på mineralogi, i vilket ämne Louis-Jean-Marie Daubenton var hans lärare.
Haüy räknas som kristallografins grundläggare. Efter att han av misstag tappat en kalkspatskristall i golvet kom han vid undersökning av bitarna att tänka på den geometriska lagen för kristallformerna. Han byggde vidare på arbetet av Romé de l'Isle. År 1784 publicerade han sitt epokgörande kristallografiska system i Essai d’une théorie sur la structure des cristaux, i vilken han förklarade hur alla de olika former, som upptäder hos kristaller av en och samma substans, matematisk kan härledas av en enkel för aktuell substans karakteristisk grundform, och drog av denna lag slutsatsen att kristallerna har en regelbunden inre byggnad. Han blev på grund av detta arbete invald i Académie des sciences. 
Han gjorde bland annat även viktiga upptäckter i pyroelektriciteten. Han blev 1793 ledamot av kommissionen för bestämmande av mått och vikter och 1794 konservator vid Cabinet des mines samt utnämndes 1802 till professor vid Muséum d’histoire naturelle i Jardin des plantes. Efter Napoleon I:s fall avsattes han av restaurationens män från sina ämbeten och tillbragte sina sista levnadsår i fattigdom.
År 1821 invaldes han som utländsk ledamot nummer 230 av Kungliga Vetenskapsakademien.  Hans namn tillhör de 72 som är ingraverade på Eiffeltornet.